# (462) Eriphyla
(462) Eriphyla – planetoida z pasa głównego asteroid.

## Odkrycie
Została odkryta 22 października 1900 roku w Landessternwarte Heidelberg-Königstuhl w Heidelbergu przez Maxa Wolfa. Nazwa planetoidy pochodzi z mitologii greckiej od Eryfili, siostry króla Argos Adrastosa, żony Amfiaraosa. Przed jej nadaniem planetoida nosiła oznaczenie tymczasowe (462) 1900 FQ.

## Orbita
(462) Eriphyla okrąża Słońce w ciągu 4 lat i 318 dni w średniej odległości 2,87 j.a. Planetoida należy do rodziny planetoidy Koronis.